# Lǎopào'ér
Lǎopào'ér (老炮儿; Engels: Mr. Six) is een Chinese actiefilm uit 2015 onder regie van Guan Hu. De film ging in première op 12 september als slotfilm (buiten competitie) van het 72ste Filmfestival van Venetië.

## Verhaal
Lao Pao Er (Mr. Six) was in zijn jonge jaren de leider van een straatbende in Peking. Nu is hij een vijftiger die een hart- en vaatziekte heeft. Wanneer zijn zoon Xiao Bo problemen krijgt met een stel rijkeluiszoontjes die zich bezighouden met dragraces, moet hij te hulp schieten. Hij verneemt dat de leider van deze bende door de huidige generatie gezien wordt als zijn opvolger. Mr. Six trommelt zijn oude vrienden op en hoewel ze allen ouder zijn geworden, kennen ze nog een aantal ouderwetse technieken om te gebruiken tegen hun tegenstanders.

## Rolverdeling
| Acteur        | Personage             |
| ------------- | --------------------- |
| Feng Xiaogang | Liu Ye (Lao Pao Er)   |
| Kris Wu       | Xiao Fei (Xiao Ye Er) |
| Zhang Hanyu   | Men San Er            |
| Li Yifeng     | Xiao Bo               |
| Xu Qing       | Hua Xia Zi            |
| Liu Hua       | Deng Zhao Er          |
| Liang Jing    | Deng Zhao Er’s vrouw  |